# Naturlehrpfad Bremerhagen
Der Naturlehrpfad Bremerhagen ist eine ausgebaute lernpädagogische Einrichtung im Landeswald der Landesforst Mecklenburg-Vorpommern. Dabei werden den Besuchern an verschiedenen Stationen mit Hilfe von Schautafeln naturwissenschaftliche, ökologische und forstfachliche Themen vermittelt. Geographisch günstig gelegen zwischen den Hansestädten Stralsund und Greifswald zielt der Naturlehrpfad Bremerhagen auf die handlungsorientierte Erlebnispädagogik für die Kinder- und Erwachsenenbildung ab.

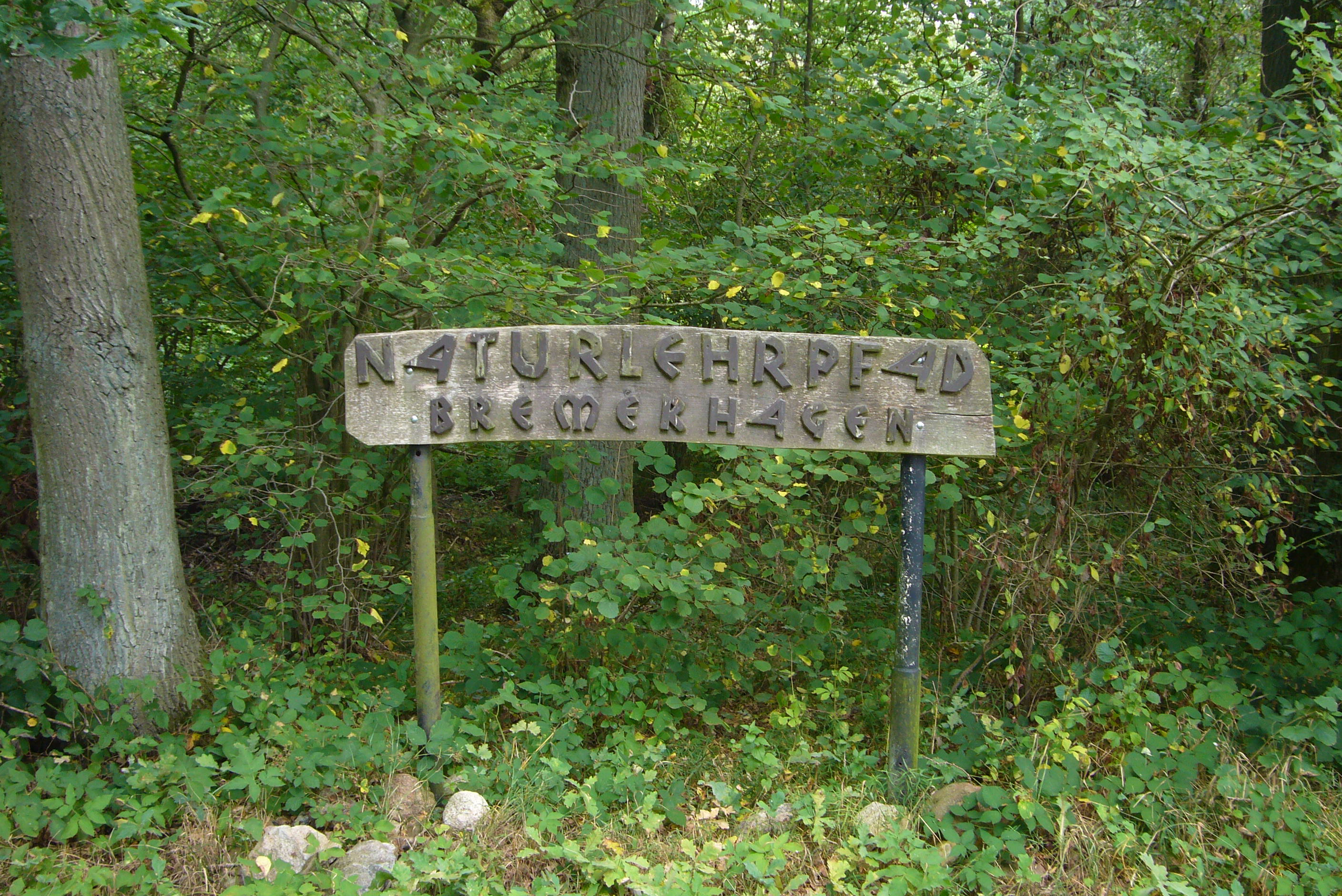
Holzeingangsschild zum Naturlehrpfad Bremerhagen

## Lage
Der Naturlehrpfad Bremerhagen befindet sich im Bundesland Mecklenburg-Vorpommern im Landkreis Vorpommern-Rügen. Nördlich des Ortsteils Bremerhagen der Gemeinde Sundhagen befindet sich ein ca. 700 Hektar großer Landeswaldkomplex, im Zuständigkeitsbereich des Forstamtes Poggendorf. Der Naturlehrpfad beginnt am großen Holzeingangstor am Parkplatz und lädt zu einer Entdeckungstour durch einen strukturreichen Mischwald ein. Unmittelbar am Lehrpfad liegt die historische Waldimkerei Bremerhagen.

## Geschichte
Das Holzeingangstor wurde bereits 1959 durch Mitglieder der Jagdgesellschaft Bremerhagen errichtet. 1969 gab es erstmals Überlegungen zur Anlage eines Naturlehrpfades, initiiert durch die damalige Oberförsterei Bremerhagen, unter Mitwirkung der „Station Junger Naturforscher und Techniker“ in Grimmen. Der Aufbau begann 1970 als Beitrag zur Landeskultur. Die ersten Schaukästen wurden inhaltlich von der Schuljugend des damaligen Kreises Grimmen gestaltet. Im Vordergrund stand schon damals die Wissensvermittlung landeskultureller, natur- und heimatkundlicher sowie jagdlicher Inhalte der Region. Auch sollte damit der regionale Erholungs- und Freizeitgestaltungswert gesteigert werden. Die Mehrzahl der Schaukästen wurde bis 1980 errichtet. Die Erhaltung und Pflege der Objekte am Lehrpfad erfolgte bis ins Jahr 1990 durch das Schullandheim Bremerhagen und die Arbeitsgemeinschaft „Rote Waldameise“. Zwischen 1988 und 1990 ist der Pilzarten-Pavillon (Pilz-Rondell) entstanden, welcher im Jahr 2019/2020 von Grund auf instand gesetzt werden musste. Die Ausgestaltung und Beschriftung befindet sich gegenwärtig noch in Arbeit. In den Jahren 2005 und 2006 erfolgten umfangreiche Instandsetzungen und teilweise Neugestaltungen der Schaukästen unter Regie des zuständigen Revierförsters zusammen mit ortsansässigen Bürgern. Zum internationalen Kindertag am 1. Juni 2010 wurde ein Waldspielplatz am Naturlehrpfad eröffnet. Im Jahr 2011 wurden zusätzlich interaktive Schautafeln errichtet. Eine Erweiterung des Naturlehrpfades erfolgte in den Jahren 2015 und 2016. An der alten Försterei wurden eine Streuobstwiese mit alten Apfelsorten, ein Rastpavillon sowie Holzstege an zwei Teichen angelegt. Die entsprechenden Infotafeln hierzu sind im Jahr 2020 errichtet worden.

## Nutzung
Zu jeder Jahreszeit kann der Naturlehrpfad Bremerhagen besucht werden. Die kostenlose Nutzung zielt auf die handlungsorientierte Erlebnispädagogik für die Kinder- und Erwachsenenbildung ab. Führungen, Wanderungen, Projekt- und Erlebnistage können beim zuständigen Revierförster oder dem Forstamt Poggendorf erfragt werden.